# Лев-Толстовский
Лев-Толсто́вский — посёлок в Железногорском районе Курской области. Входит в состав сельского поселения Новоандросовский сельсовет. 

## География
Расположен в восточной части района в 15 км к востоку от Железногорска. Ближайший населённый пункт — посёлок Мартовский. Высота над уровнем моря — 215 м.

## История
В 1926 году в посёлке было 16 дворов, проживало 107 человек (59 мужчин и 48 женщин). В то время Лев-Толстовский входил в состав Городновского сельсовета Волковской волости Дмитровского уезда Орловской губернии. В 1928 году вошёл в состав Михайловского (ныне Железногорского) района. В 1937 году в посёлке было 20 дворов. Во время Великой Отечественной войны, с октября 1941 года по февраль 1943 года, находился в зоне немецкой оккупации. По состоянию на 1955 год входил в состав Андросовского сельсовета Михайловского района. В 1989 году передан в Новоандросовский сельсовет.

## Население
| 1926 | 1979 | 2002 | 2010 |
| ---- | ---- | ---- | ---- |
| 107  | ↘65  | ↘23  | ↘17  |

## Улицы
В посёлке 1 улица:
- Зелёная[9]